# Worben
Worben är en ort och kommun i distriktet Seeland i kantonen Bern, Schweiz. Kommunen har 2 532 invånare (2023).